# Abdoulaye Diallo
Abdoulaye Diallo (Reims, 30 de março de 1992) é um futebolista senegalês que atua como goleiro. Atualmente, joga pelo Nottingham Forest na Championship.

## Carreira
Abdoulaye Diallo representou o elenco da Seleção Senegalesa de Futebol no Campeonato Africano das Nações de 2017.